# Selección de fútbol de Karnataka
La Selección de fútbol de Karnakata es el equipo representativo de Karnataka, India en el Trofeo Santosh. El equipo ha conquistado el trofeo por 4 oportunidades, y otras cinco veces ha salido subcampeón. Antes de 1972, el equipo competían bajo el nombre de Mysore.

## Plantilla
Los siguientes jugadores fueron convocados para el Trofeo Santosh sub-22 el 15 de febrero de 2018.

## Palmarés
- Trofeo Santosh

Títulos: 4

1946-47, 1952-53, 1967–68, 1968–69

Subcampeonatos: 5

1953-54, 1955-56, 1962-63, 1970-71, 1975-76
- Datos: Q6372923